# 梅代鲁斯
梅代鲁斯是巴西米纳斯吉拉斯州的一个市镇。总面积939.118平方公里，总人口3238人，人口密度3.4人/平方公里。